# Арчидона (кантон)
Арчидона (исп. Archidona) — один из 5 кантонов эквадорской провинции Напо. Площадь составляет 3029 км². Население по данным переписи 2001 года — 18 551 человек, плотность населения — 6,1 чел/км². Административный центр — одноимённый город.

## История
Кантон был создан 21 апреля 1981 года.

## География
Расположен в центральной части провинции. Граничит с провинциями Пичинча и Котопакси (на западе), Орельяна (на востоке), а также с кантонами Тена (на юге) и Кихос (на севере).